# Seznam izraelskih filmskih režiserjev
Seznam izraelskih filmskih režiserjev.

## A
- Yael Abecassis
- Udi Aloni
- Suha Arraf (scenaristka)
- Yvan Attal
- Mili Avital
- Nurith Aviv

## B
- Michal Bat-Adam
- Nir Bergman
- Shirly Berkovitz
- Oded Binnun
- Mihal Brezis

## D
- Gidi Dar

## E
- Nimrod Eldar

## F
- Ari Folman
- Eytan Fox

## G
- Oren Gerner
- Amos Gitai
- Yoram Globus (producent)
- Yoni Goodman (animator)
- Menahem Golan
- Tal Granit

## K
- Eran Kolirin (scenarist)
- Amos Kollek
- Dover Kosashvili

## L
- Vanessa Lapa (belgijsko-izraelska)
- Nadav Lapid
- Talya Lavie
- Reshef Levi (scenarist)
- Nadav Levitan (1945 - 2010)
- Ari Libsker
- Rod Lurie

## M
- Yossi Madmoni
- Samuel Maoz
- Sharon Maymon (scenarist)
- Moshe Mizrachi
- Avi Mograbi
- Noam Murro

## N
- Avi Nesher

## O
- David Ofek

## P
- Noam Pinchas
- Joseph Pitchhadze

## R
- Eran Riklis
- Evgeny Ruman (belorusko-izraelski)

## S
- Renen Schorr
- Dan Shadur
- Ori Sivan
- Elia Suleiman

## T
- Ran Tal

## Y
- Matan Yair
- Meny Yaesh
- Keren Yedaya
- Boaz Yehonatan Yaacov

## Z
- Shemi Zarhin
- Sameh Zoabi
- Dina Zvi-Riklis